# Owen Wijndal
Owen Wijndal, född 28 november 1999, är en nederländsk fotbollsspelare som spelar för Ajax och Nederländernas landslag.

## Klubbkarriär
Wijndal debuterade för AZ Alkmaar i Eredivisie den 4 februari 2017 i en 4–2-förlust mot PSV Eindhoven. I juni 2018 förlängde han sitt kontrakt i AZ Alkmaar fram till 2023.
Den 12 juli 2022 värvades Wijndal av Ajax, där han skrev på femårskontrakt.

## Landslagskarriär
Wijndal debuterade för Nederländernas landslag den 7 oktober 2020 i en 1–0-förlust mot Mexiko.